# Wegkapelle (Solalinden)

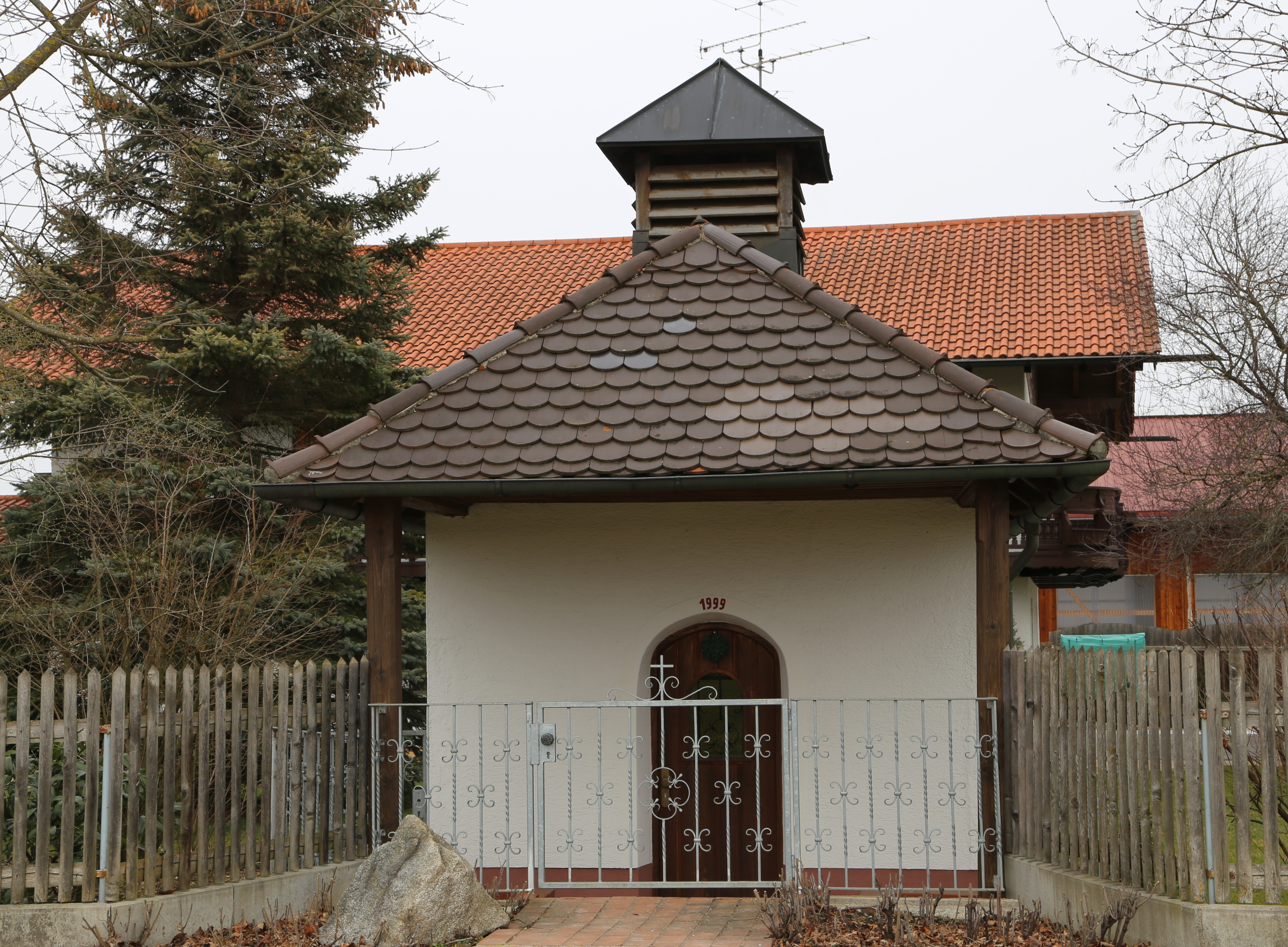
Wegkapelle Solalinden

Die Wegkapelle ist eine Wegkapelle im Ortsteil Solalinden der oberbayerischen Gemeinde Putzbrunn im Landkreis München. Sie ist als Baudenkmal in die Bayerische Denkmalliste eingetragen.

## Beschreibung

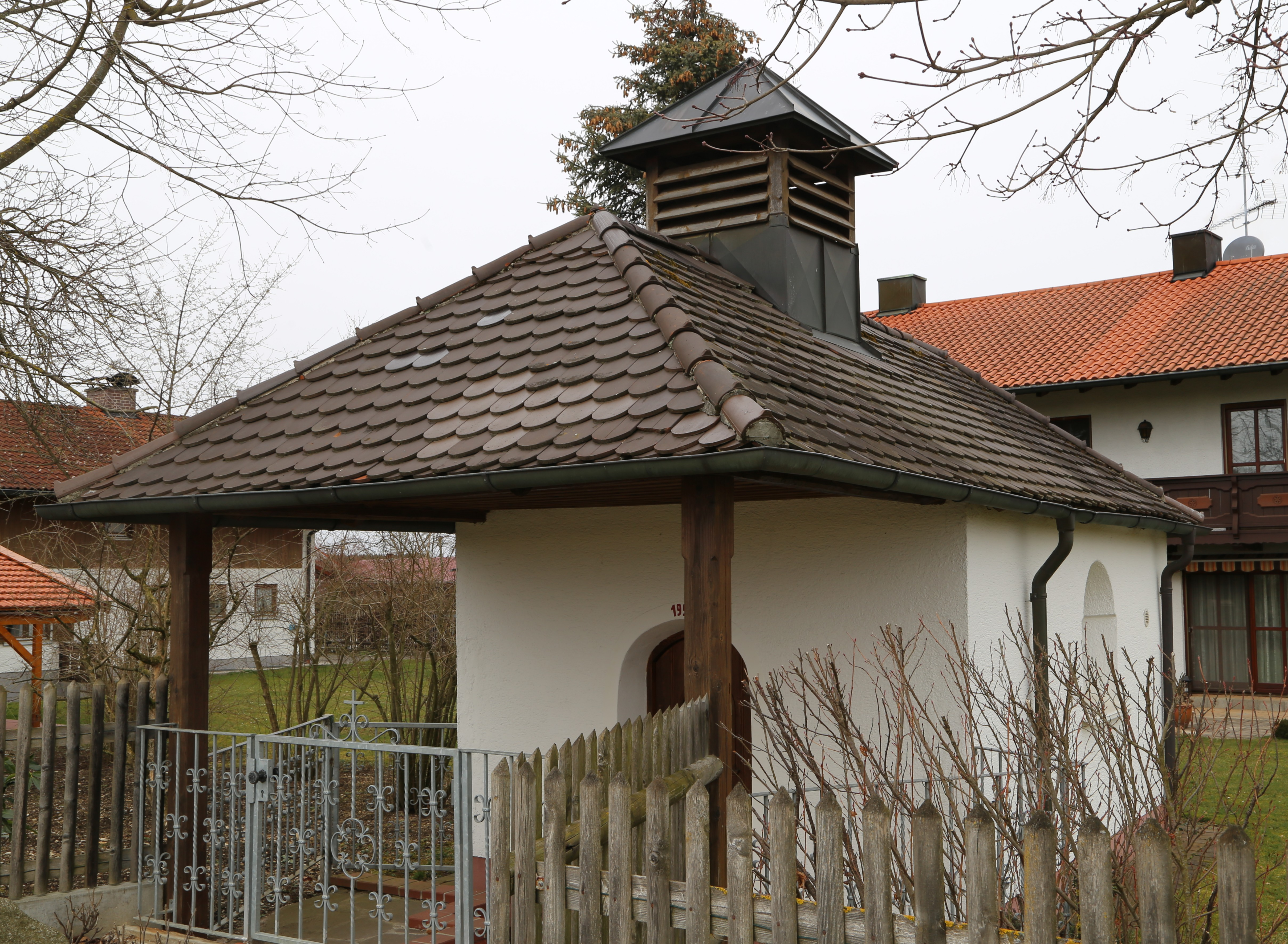
Schrägansicht

Die Kapelle liegt am Ostrand der Ortschaft Solalinden an der Keferloher-Markt-Straße vor dem Gebäude am Kirchtruderinger Weg 4. Sie stammt aus dem 18. Jahrhundert.
Der rechteckige, auf der Rückseite leicht gerundete Bau trägt ein Walmdach, das auf der nach Süden zur Straße hin liegenden Eingangsseite weit vorspringt. Dort wird es von zwei Holzpfosten gestützt und bildet dadurch eine Art Vorhalle. Auf dem Dachfirst sitzt ein Dachreiter.